# 忌怪島
《忌怪島》是一部由「日本恐怖片大師」清水崇執導的恐怖電影

，講述在與世隔絕的島嶼上進行虛擬空間的研究團隊發生的恐怖故事。本片演員包括西畑大吾、山本美月、生駒里奈等，並在2023年南美洲最大的科幻電影節，第19回快樂港奇幻電影節（Fantaspoa）上獲得獎項。

## 劇情概要
天才腦神經科學家片岡友彥受到虛擬實境研究小組「新世界」組長、腦神經科學家井出文子的邀請加入團隊。
然而，當片岡友彥來到小島進入虛擬世界時，卻發生異常錯誤，看到奇異的畫面。回到現實世界後，友彥才得知邀請他加入團隊的井出文子已意外死亡。
友彥前往市政廳調查時，遇見了前往拿取父親哲夫骨灰的園田環，友彥才知道哲夫是測試者，與井出文子在同一天在不同的地方去世。園田環為了爸爸而拜託片岡友彥繼續開發虛擬空間，作為天才腦科學家的片岡友彥不相信科學無法解釋的神祕現象，決定繼續完成虛擬孤島的開發。他在實驗室中利用井出研究的“大腦同步性”，成功開啟園田環父親死前的大腦數據，將其顯示在螢幕上，看到一個腳上綁有鐵鏈的紅衣女鬼出現。從那時候起，成員們開始接連遭受神秘現象襲擊，離奇死亡，而且不僅影響了實驗室的成員，還蔓延到整個島嶼。

## 主要人物
| 角色     | 演員                | 介紹 |
| 片岡友彦 | 西畑大吾 (浪花男子) | 天才腦科学家，對於非科學的事件保持著不相信的態度。受到園田環的請托前往調查父親的事情。相信能幫助自己正在進行的虛擬腦科學的研究。                            |
| 深澤未央 | 生駒里奈            | IT工程師，虛擬成像的相關技術的研究專家 |
| 山本春樹 | 平岡祐太            | 井出死後最年長的成員兼代理長官。 他用非凡的行動力拉動整個團隊。                                                                                             |
| 北島弘治 | 水石亞飛夢          | IT工程師，虛擬成像的相關技術的研究專家，時常做出詭異的行為。                                                                                                |
| 園田環   | 山本美月            | 園田哲夫的女兒。父因為謎的原因而死亡，為了領取父親哲夫的遺體前去忌怪島，並遇見了智彥。 為了查明突然死亡的真正原因與片岡友彦一起在島上企圖解開連続死亡真相。 |
| 井出文子 | 伊藤歩              | 首席腦科學家，邀請智彥加入團隊。 |
| 三浦葵   | 川添野愛            | IT工程師， 負責對整個島嶼進行衛星掃描，是團隊中“溫柔姐姐”的存在。                                                                                           |
| 金城凜   | 當真亞美            | 住在海島上的女中学生， 她因照顧與島民疏遠的茂而受到同學的欺負。因各種事件與友彥等人產生連結                                                                 |
| 新納茂   | 笹野高史            | 與島民疏遠的孤獨老人， 受聘為“新世界”的管理員，負責收集島上的資料，作為建構小島模型的依據。                                                                 |
| 秋奈     | 大谷凜香            | 島上的女性人員，他和另一些工作人員一起遭到了神秘的攻擊。 |
| 圓田哲夫 | 大場泰正            | 島上的工作人員，受聘為“新世界”的測試員，負責測試虛擬小島，遭到神秘的攻擊而死亡。                                                                            |

## 設定
日本「恐怖村莊系列」第四彈作品《忌怪島》，清水崇導演至今曾多次以真實傳說、地點作為拍攝題材，他透露這次在《忌怪島》電影中出現的「紅衣女」，其實是改編自奄美大島某地區自古流傳的「今女」傳說，今女是一位商人家的奴隸，因為年輕貌美而被主人強暴並納為妾，卻因此遭到女主人嫉妒，趁某天主人外出時百般欺凌後將她殺害。今女的家人發現她的遺體裡還有個孩子，並用那個孩子對商人一家下詛咒，由於詛咒太強，導致今女的家人也全數滅絕。

## 幕後花絮
- 電影男主角西畑大吾回顧收到邀約時的心情，他表示自己很害怕恐怖的東西，以為會是膽小鬼的角色沒想到是作為天才腦科學者男主角「片岡友彥」[8]。在幕後訪談中，西畑大吾更透露他其實不敢看鬼片，並且坦誠他對恐怖片產生心理陰影就是來自清水崇的經典之作《咒怨》，不過這次透過合作契機，他也成功抹去心理陰影。[9][10]

- 飾演女主角的山本美月跟隨製作團隊在島上待了將近1個月，她表示島上封閉的空間讓人有種逃不了的恐懼感，她認為可能來自島上獨特的文化與既有魅力，產生了恐怖的感覺。[8]

- 在日本上映前，官方找來西畑大吾、生駒里奈等幾位主要卡司一起進行線上直播，特地邀請日本靈媒到現場視察，靈媒表示「看了兩次《忌怪島》，第二次的時候發現畫面有些扭曲，就在西畑大吾的背後…。」現場瞬間一片譁然，嚇得西畑大吾說不出話，直播時還接連發生了麥克風出現神祕雜音的奇怪現象，靈媒接著說：「不是紅衣女，而是他本身擁有的守護靈或守護神之類的」，令西畑大吾忍不住大喊：「不要這樣啦！」[11]同樣在電影中演出的男星平岡祐太，因體驗島上特有的織染「泥染」活動，做了4塊泥染，全部成品看起來都像人臉浮出來的感覺。平岡祐太請島上的靈媒看了之後，靈媒說有7位死靈附在上面，令他驚嚇不已。[12]

## 製作團隊
- 導演：清水崇
- 編劇：いながききよたか、清水崇
- 配樂：山下康介
- 製作人：柳迫成彦、與田尚志、藤島朱璃(K)、橋哲彦、牟田口新一郎、後藤明信、吉村和文、宮田昌広、檜原麻希
- 發行商：東映

## 周邊小說
2023年5月30日，久田樹生根據電影劇本創作的小說開始發售，由竹書房出版。

## 外部連結
- 電影『忌怪島/きかいじま』公式網站 （页面存档备份，存于）
  - 忌怪島的X（前Twitter）
  - 忌怪島的Instagram帳戶